# Abbaye Notre-Dame des Alleuds
L'abbaye Notre-Dame est une abbaye située sur la commune des Alleuds en pays Mellois, dans le département des Deux-Sèvres, et dans le diocèse de Poitiers.

## Son histoire
D'après le cartulaire de l'abbaye Notre-Dame des Chatelliers, elle fut fondée par Giraud de Salles en 1120, religieux dont la plupart des multiples fondations furent affiliées à l’ordre cistercien après sa mort.
Elle devient un prieuré-cure en 1715, avec maintien du titre d'abbaye.
A la Révolution française, elle est vendue comme bien national, et est alors partiellement détruite (elle perd en particulier l'intégralité de son chœur roman). Ne reste plus aujourd'hui qu'une petite église à nef unique terminée par un mur plat.
Le décor particulier de l'abbaye tend à montrer que son chantier fut en rapport avec celui de l'église St-Hilaire à Melle.
Un dessin d’Arthur Bouneault concernant l’abbaye des Alleuds présente un petit fronton sculpté en relief dans une pierre de forme semi-cylindrique de 1,25 mètre de tour pour 0,85 mètre de hauteur et 0,10 mètre de rayon. Il est surmonté d’un écusson de… à trois écureuils de ... posés 2 et 1, écusson timbré d’une crosse abbatiale et placé dans un cartouche style Renaissance. Au bas du fronton est gravée l’inscription :

« COR MONDUM CR EA IN ME DEUS 1573 » : « Dieu crée (ou bien abréviation de creavit) a créé le monde en moi, 1573 ».

Cor ici ne signifie pas cœur. C’est une référence à la deuxième épître aux Corinthiens. Mondum est bien sûr, une erreur pour mundum. La citation complète est la suivante :

Quoniam quidem Deus erat in Christo mundum reconcilians sibi, non reputans illis delicta ipsorum et posuit in nobis verbum reconciliationis.

La pierre est actuellement visible dans le cimetière de Chef-Boutonne sur la tombe d’un particulier.